# Adelocera fleutiauxi
Adelocera fleutiauxi is een keversoort uit de familie kniptorren (Elateridae). De wetenschappelijke naam van de soort is voor het eerst geldig gepubliceerd in 1973 door Hayek. De soort werd genoemd naar de Franse entomoloog Edmond Fleutiaux.